# Oxehufwud
Oxehufvud eller Oxehufwud är en svensk adlig ätt från västra Sverige. Den introducerades vid Riddarhuset år 1625 med nummer 102.
En känd medlem av släkten är Göran Adolph Oxehufvud. Han var farbror till Christer Gustaf Oxehufvud.

## Historia
Olof Andersson (Oxehufvud) till Säby gård i Ås härad (Västergötland), häradshövding i Gudhems härad från 1569, senare ryttmästare, ståthållare på Kalmar slott och död i fängelse omkring 1600. Olof Andersson skrev ner släktanteckningar, vilka har bildat underlag för senare forskning om ätten.
Ättens tidiga historia är knuten till sätesgården Hellerup.
1. Hellerup första omnämnda ägare var Per Tönnesson (Oxehufvud) som skall ha bosatt sig på gården 1320. 
  1. Dennes son gift sig med Margareta, en dotter till Bengt Bengtsson Krabbe. 
    1. Deras son, Oluf Bosson, gift sig i sin tur med Kerstin Store från Höglida i Västergötland och fick bland annat en son, och en sonson med namnet Bo Andersson Oxehufvud:
      1. Bo Olofsson.  Stig Östensson skriver i Personhistorisk tidskrift 1970, att Bo Olofsson är, åtminstone enligt tryckta källor, den ende halländske frälseman i slutet av 1400- och början av 1500-talet som förde oxhuvudsvapen.[3] Bo Olofsson fick i sin tur en son:
        1. Anders Bosson. Far till:
          1. Bo Andersson Oxehufvud
            1. Bo Andersson Oxehufvuds dotter Ingierd gifte sig med Arild Pedersen Griis. Släkten Griis behöll gården tills 1601 då Arilds svärdotter, Anna Grubbe sålde godset till Brostrup Gjedde. Släkten Gjedde behöll godset till 1661 då det såldes till Jonas Gyldencrantz, som blev dess första svenska ägare. Han sålde gården efter endast ett år till Israel Norfeldt. Denne kom att äga gården tillsammans med sin svärson, Gerhard Leyoncrantz fram till att han själv dog. En dotter till Leyoncrantz gifte sig med Jörgen Wilhelm Muhl som blev nästa ägare av godset i slutet av 1600-talet. Släkten Muhl kom att behålla gården till slutet av 1800-talet.

## Släkttavla
Släkttavlan uppställd enligt uppgifter i Gustaf Elgenstierna, Den introducerade svenska adelns ättartavlor. 1925-36.
1. Bo Andersson till Hov i Hällstads socken, gift med Ingrid Jönsdotter, dotter till häradshövdingen i Vedens härad, väpnaren Anders Pedersson (Stierna), till Hov och Säby och Kerstin Esbjörnsdotter av släkten Bååt.
  1. Jöns Bosson till Älmestad i Hållstads socken, Älvsborgs län. Fogde i Vartofta härad dels 1555-03-23–1559, dels 1562–1563 3. Bevittnade bland adeln konung Gustaf I:s testamente 1560-06-30 och deltog i ständernas bevillning 1561-04-15. Fogde på Jönköping och i Habo socken 1563–1564 5. Dömd till döden 1564-01-06 av konung Eriks nämnd, men benådades 5. Slottsfogde på Varberg 1566-09-25. Levde ännu 1568. Gift omkring 1540 med Brita Håkansdotterdotter av Håkan Pedersson (Hand) och hans första fru Christina Håkansdotter (Thun).
    1. Märta Jönsdotter, död i barnsäng 1569-04-25. Gift 1568-06-27 på Älmestad med riksrådet och ståthållaren Peder Svensson Ribbing i hans 1:a gifte, född 1544, död 1604.

  2. Olof Bosson d. ä. till Hov i Vings socken, Älvsborgs län. Uppräknas bland det rusttjänstskyldiga frälset i Västergötland vid mönstringarna 1528–1537. Var död 1556-08-24. Gift med Bengta Mattsdotter i hennes 1:a gifte (gift 2:o med fogden Anders Bengtsson (Hård af Torestorp, nr 60) i hans 1:a gifte], död före 1576, dotter av häradshövdingen Mats Kafle och Märta Lindormsdotter (Vinge)
    1. Bo Olofsson till Hov samt Älmteryd i Agunnaryds socken, Kronobergs län, som han erhöll genom sitt gifte. Levde 1560, men var död före 1568, då hans änka »fru» Elsa skrev sig till Hov. 6. Gift 1555-07-05 (morgongåvobrev) i Stockholm 16 med Elsa Isaksdotter i hennes 1:a gifte [gift 2:o med ryttmästaren Erik Henriksson (Lilliebielke, nr 273). Gift 3:o 1575-02-27 med Olof Göransson (Lilliesparre af Fylleskog) i hans 1:a gifte], dotter av slottsfogden i Kalmar Isak Birgersson (Halvhjort av Älmtaryd), och Estrid Pedersdotter (Stierna).
      1. Olof Bosson d. y. till Hov samt Skattmansö i Vittinge socken, Västmanlands län, Ullnäs i Grythytte socken, Örebro län, Sandbro i Björklinge socken, Uppsala län och Ed i Våxtorps socken, Jönköpings län. Var hovjunkare hos konung Johan III 1593 och officer vid konung Carl IX:s livregemente 1605. Var domhavande i Allbo härad Kronobergs län 1601 17. Levde 1609-05-04, men var död 1620. Gift 1603-01-09 med Märta Posse, dotter av häradshövdingen Lage Axelsson Posse av adelsätten Posse och hans 2:a fru Anna Arvidsdotter Trolle.
        1. Bo Olofsson Oxehufvud. Student vid Uppsala universitet 10 1620-10-20 och i Rostock 1623-07-00 11. Var 1627 kornett och 1630 ryttmästare för ett kompani under överste J. Duwalls värvade rytteriregemente. Ryttmästare för ett kompani kyrassiärer under k. m:ts eget livregemente. Död ogift före modern.
        2. Lage Olofsson Oxehufvud. Student vid Uppsala universitet 10 1620-10-20 och i Rostock 1623-07-00 11. Ryttmästare vid Östgöta kavalleriregemente 1631. Ogift, skjuten i duell 1632-05-00 i Moosburg 12 20/9 Bayern, av sin regementskamrat, ryttmästaren, sedan generalmajoren Per Andersson, adlad Linderoth.
        3. Beata Olofsdotter Oxehufvud, till Hov, Skattmansö och Ogestad. Gift med översten Didrik Yxkull, död 1637.
        4. Elsa Olofsdotter Oxehufvud, död 1643 och begraven s. å. 3/12 i Välinge kyrka Malmöhus län. Gift 1635-08-04 med riksräntmästaren Mårten Wewitzer, adlad Rosenstierna, i hans 2:a gifte, född 1582, död 1638.

      2. Jöns Bosson. Följde konung Sigismund till Polen.

    2. Märta Olofsdotter, död före 1598-12-07. Gift med häradshövdingen Bengt Carlsson (Lilliestielke).
    3. Ingrid Olofsdotter. Gift med sin systers svåger Måns Carlsson (Lilliestielke).
    4. Anders Olofsson, till Solberga i Fänneslunda socken (1571) och Uddetorp i Borgstena socken redan 1586 (båda i Älvsb.). Född omkr. 1537. Var 1560 ryttmästare för en fana västgötaryttare. Tillfångatogs i slaget vid Axtorna 1565-10-20 men utväxlades efter några år. I slottsloven på Gullberg 1569. Tillika överstebefallningsman på Älvsborgs slott 1571-07-27. I slottsloven på Gullbergs och Älvsborgs fästningar 1572-03-21. Åter fullm. som överstebefallningsman på nämnda fästning samt över Ale och Flundre m. fl. härader i Västergötland 1573-01-23 och 1574-04-20, tillika över Nylödöse stad s. å. 31/8. Deltog såsom ryttmästare för en fana västgötaryttare i kriget mot Ryssland 1580–15818. Häradshövding i Vedens härad från 1580-talet till sin död 8. Kvarstod såsom ryttmästare ännu 1587. Underskrev riksdagsbeslutet i Stockholm jämte arvsföreningen 9 1590-03-07. Häradshövding i Askims, Sävedals och Vätle härader 1594-03-07. Förnyad fullm. såsom ståthållare på Älvsborg 1595-02-17. Anslöt sig 1598 i likhet med de flesta av västgötaadeln till konung Sigismund, men fick efter dennes flykt hertig Carls förlåtelse på förbön av sin styvson Anders Lennartsson 8. Överste för krigsfolket i Västergötland 1600-05-18. Bevistade konung Carl IX:s kröning 1607 och bar därvid rikets huvudbanér. Ståthållare i Västergötland 1609. Riksråd 16128. Död barnlös 1618-06-18 enligt den ännu bevarade gravstenen på Fristads kyrkogård 8 och begraven i Fristads gamla kyrka. Gift 1573-01-06 med Margareta Andersdotter i hennes 2:a gifte [gift 1:o med hövitsmannen Lennart Torstensson (Forstenasläkten), död 1564], död 1661, dotter av regementsrådet Anders Hansson (Ekeblad) och Agneta Nilsdotter (halvmåne).
    5. Jöns Olofsson, död ung.
    6. Hillevi Olofsdotter, till Kisan i Knätte socken, Älvsborgs län, levde 1591.

  3. Anders Bosson till Säby i Vings socken, Älvsborgs län. Häradshövding i Frökinds härad 1540 4. Beseglade bland adeln Västerås arvsförening 1544-01-13, konung Gustafs testamente 1560 och ständernas bevillning 1561-04-15. Deltog i mönstringen av frälset i Västergötland 1562 och 1563 3. Levde ännu 1568. 6 Gift 1539 på Älvsborg med Anna Kijl, dotter av hövitsmannen Söffrin Kijl och Malin Ribbing.
    1. Cecilia Andersdotter. Gift med löjtnant Sven i Kinstorp.
    2. Beata Andersdotter. Gift 1592-10-29 på Visingsö med domhavanden i Visingsborgs grevskap Hieronymus von Udden.
    3. Carin Andersdotter, död barnlös. Gift 1611 med häradshövdingen i Småland Olof Sonesson, till Arnäs.
    4. Olof Andersson till Säby. Var 1564 i konung Eriks tjänst, då han s. å. 14/7 såsom konungens härold utropade Sturarnas oskuld. I slottsloven på Älvsborgs och Gullbergs fästningar 1574-08-30. Ryttmästare för en fana Västgöta ryttare 1580. Fogde på Kalmar slott 1591–1595 och tillika i Möre 1591–1593. Fick förnyelse på adelskapet 1592-07-08. Konung Sigismunds ståthållare på Kalmar 1594-07-13. Död i fängelse (enligt hertig Carls Slagtarebänk). Han förverkade såsom en konung Sigismunds anhängare sina gods under kronan, men dessa återskänktes 1608 till hans barn. Gift 1574-09-26 med Kerstin Månsdotter Stierna, död 1594-01-16 och begraven på Kalmar kyrkogård, där hennes gravsten finnes, dotter av lagmannen Måns Pedersson (Stierna), och Brita Jönsdotter (Böllja).
      1. Estrid, född 1576-10-04. Gift med ståthållaren Christoffer Pedersson Ribbing, i hans 2:a gifte, född 1583, död 1655.
      2. Brita, död 1650-01-19 Marensholm. Gift med Anders Nilsson (Siöblad), död 1650.
      3. Anna, död 1646. Gift omkr. 1600 med häradshövdingen Knut Nilsson (Lilliehöök af Fårdala), död 1626.
      4. Anders till Säby samt Älmteryd i Agunnaryds socken, Kronobergs län. Född 1583-02-01. Skall 1621 varit häradshövding 16 i Ås härad Älvsborgs län. Överstekvartermästare vid översten Joh. Reuters (Skaraborgs) regemente 1622. Introd. för ätten 1625 under nr 72, vilket sedan ändrades till 102. Död 1639 och begraven i Vings kyrka. Gift 1611-05-14 med Margareta Lillie, född 1595, död 1651 och begraven s. å. 6/4 i Vings kyrka Älvsborgs län, dotter av Christiern Knutsson Lillie, och Margareta Ulfsax.
        1. Olof till Ämteshult i Ambjörnarps socken, Älvsborgs län. Född 1614-02-28 (1611-11-28) 11. Student vid Leidens universitet 11 1629-11-29. Var 1641-07-01 kapten och regementskvartermästare vid Södermanlands regemente. Kommendant i Kalmar s. å. Död i tjänsten 1644-11-26 i Ängelholm. Gift med Estrid Uggla, född 1608-02-29, begraven 1681-06-12 i Jönköpings stadskyrka, näst koret, på samma gång som sonen Anders' fru, dotter av kammarrådet Göran Claesson Uggla, och hans 1:a fru Märta Kafle.
          1. Anders ill Ämteshult samt Brostorp i Timmele socken, Älvsborgs län. Fänrik vid Jönköpings regemente 1661. Löjtnant därst. 1663. Kapten 1667-06-03. Major 1676-06-03. Död 1676-11-00 i Stettin. Gift med Anna Hård af Segerstad, begraven 1681-10-12 i Jönköping, dotter av riksjägmästaren Carl Hård af Segerstad och Beata Kyle[särskiljning behövs].
            1. Estrid Beata, till Ämteshult. Död 1716 på Korsnäs i Listerby socken, Blekinge län och begraven s. å. 14/12. Gift 1:o 1690-03-00 i Eksjö med sin faders syssling, kommendörkaptenen Erik Ribbing, född 1658, död 1695. Gift 2:o med amiralitetskaptenen Gustaf Klöfverskjöld, född 1666, död 1706.
            2. Märta, född 1668-04-19, död 1725-09-24 på Torarp i Svenarums socken, Jönköpings län och begraven s. å. 1/11 i Solberga kyrka Jönköpings län, där makarnas epitafium uppsattes. Gift med majoren Magnus von Gertten, född 1667, död 1739.
            3. Carl, till Brostorp, som han ägde 1700. Arklimästare vid amiralitetet. Konstapel därst. 1700-05-02. Extra ordinarie underlöjtnant s. å. 2/5. Förflyttad till Göteborgseskadern s. å. 12/12. Regementskvartermästare vid skånska stånddragonregementet 1702-03-16. Konfirm. fullm. 1703-06-01. Kapten därst. s. å. 30/12. Konfirm. fullm. 1704-08-11. Stupade s. å. 11/827/8 vid Lemberg.
            4. Göran, född 167(6). Förare vid Jönköpings regemente 1694. Sergeant därst. 1696. Tjänade sedan utrikes. Fänrik vid nämnda regemente 1700-05-03. Löjtnant s. å. 24/12. Kaptenlöjtnant 1701-04-25. Kapten vid Jönköpings reg:s fördubbling 1703-01-23. Kapten vid skånska stånddragonregementet 1704-11-12. Fången vid Poltava 1709-06-28. Död ogift 1721-04-06 i Tobolsk.
            5. Elisabet, död 1737. Gift 1708-05-14 Rödjenäs med sin faders syssling och sin systers svåger, kaptenen Per Ribbing, född 1662, död 1727.

          2. Märta. Gift med landshövdingen, friherre Bernt Didrik Mörner af Tuna, i hans 1:a gifte, född 1639, död 1710.

        2. Christina, född 1615-06-01, död 1693-12-23 på Grimstorp i Sandhems socken, Skaraborgs län. Gift 1635-10-25 på Säby med sin fasters mans kusin, assessorn och majoren Erik Ribbing, född 1606, död före 1674.
        3. Margareta, född 1617-06-08 hovdam hos drottning Christina. Levde änka 1655. Gift 1637-08-13 på Stockholms slott med landshövdingen Hans Rotkirch, natural. Rotkirch, i hans 2:a gifte, född 1595, död 1654.
        4. Elisabet, född 1619-02-10, »nyligen» död 1649-11-28 i Görlitz. 15. Gift 1635-10-25 med översten Johan Olofsson Stake, född 1613, död 1657.
        5. Märta, född 1621-03-04, död 1694-01-01 på Salaholm i Trävattna socken, Skaraborgs län. Gift 1:o med kaptenen Gustaf Stake, död 1645. Gift 2:o med kaptenen Carl Drake af Hagelsrum, död 1658. Gift 3:o med assessorn Gabriel Gyllengrip, i hans 2:a gifte, död 1685.
        6. Christer, född 1625, död 1626.
        7. Christer Till Säby i Vings socken, Älvsborgs län. Född 1630-08-23 på Säby. Student vid Uppsala universitet 10 1640-12-17. Hovjunkare hos drottning Christina 1644. Kornett vid lantgrevens av Hessen regemente i Tyskland 1646. Återkom sjuk till sin syster och svåger Ribbing Svansö 1655. Död där s. å. 3/3. [16]. Gift med Susanna Elisabet Möller från Tyskland, död före mannen.
          1. Eleonora. Gift 1:o 1672 efter 13/2, men före 12/8 med löjtnanten Erik Kafle, född 1654, död 1688. Gift 2:o med fänriken Johan Uggla.
          2. Olof. Volontär vid Jönköpings infanteriregemente 1688-11-00. Förare därst. 1689-04-00. Fänrik 1693-12-05. Bevistade fälttåget i Brabant och belägringen av Namur 1694. Löjtnant 1698-06-08. Kaptenlöjtnant 1700-07-14. Sekundkapten s. å. 24/12. Konfirm. fullm. 1701-04-25. Premiärkapten 1703-10-23. Skjuten av Lubomirskis folk 1704-11-22 på ett parti mot polackerna vid Gruzice i Polen, sedan han med 24 man slagits i tre timmar mot fyra skvadroner.
          3. Margareta, död ogift 1720-06-26 på Säby.
          4. Anders till Säby. Född 1653-05-10. Reformerad fänrik vid Västgötadals regemente 1674-11-08. Fänrik därst. 1675-11-17. Löjtnant 1677-03-02. Regementskvartermästare vid Älvsborgs regemente 1684-06-03. Kapten vid förstn. regemente 1693-03-29. Död 1696-08-03 på Sotlanda kaptensboställe i Lena socken, Älvsborgs län. Gift 1682-01-10 Ulvsnäs med sin syssling Brita Ribbing, född 1655-02-03, död 1701 på Säby och begraven s. å. 22/6 i Vings kyrka, dotter av översten Arvid Ribbing, och friherrinnan Anna Margareta Sperling.
            1. Susanna Christina, född 1683-03-20 på Ulvsnäs, död 1685 på Säby.
            2. Christer, född 1685-05-20 på Säby. Musketerare 1701. Rustmästare vid Jönköpings regemente 1702-12-24. Sergeant därst. 1703-08-06. Adjutant 1704-03-18. Sekundfänrik s. å. 30/8. Livdrabant 1708-08-14. Död ogift 1713 på Säby och begraven s. å. 13/10. 'Han dömdes av Göta hovrätt att hava förverkat liv, ära och gods, vilket konung Carl XII den 11 febr. 1711 i Bender leutererade till ett års fängelse.'
            3. Anna Helena, född 1687-02-12 på Säby. Var ogift 1710-07-19, men var gift (med vilken är ej känt) vid sin död, som inträffade före 1723-10-26.
            4. Anders Till Säby. Född där 1689-09-26. Musketerare vid malmöska regementet 1704-11-09. Korpral därst. 1706-05-01. Förare 1707-05-01. Fältväbel 1709-05-25. Fänrik 1710-10-21. Löjtnant 1712-04-28. Konfirm. fullm. 1714-03-11. Under fångenskapen kapten därst. 1715-09-22. Avsked 1719-09-30. Död 1772-06-02 på Säby och begraven s. å. 5/7 i Vings kyrka på samma gång som sonen Göran Adolf. Han blev 1710 blesserad i högra axeln samt fången. Fånge i aktionen på Usedom 1715-07-31, hemkom 1719-04-16 från fångenskapen i Kolberg till Karlskrona. Erhöll genom sitt gifte den andra av de gamla familjeegendomarna, Hov i Hällstads socken, Älvsborgs län, som efter Olof Bossons d. y. (Tab. 5) död gått ur släkten. Efter hans och sönernas död försåldes densamma till majoren C. Gift von Schwartzenhoff. Gift med Christina Sundberg i hennes 2:a gifte (gift 1:o 1711 med löjtnanten Per Gyllensvärd, född 1688, död 1723), född 1694 död 1769-03-09 på Säby och begraven s. å. 21/3, dotter av häradshövdingen i Ås och Gäsene m. fl. härader i Västergötland Anders Sundberg och Johanna Nilsdotter Norman.
              1. Carl, född 1726, död 1740 på Säby och begraven s. å. 16/11.
              2. Brita Johanna, född 1729-01-23 på Säby, död ogift.
              3. Christer Anders, född 1731 16/. Volontär vid Västgöta kavalleriregemente 1746. Livdrabant 1749-09-28. Kornett vid norra skånska kavalleriregementet 1761-12-14. Löjtnant därst. 1763-05-09. Död ogift 1772-01-07 på Säby, krossad till döds i en vattenkvarn, då han för att visa sin styrka ville hålla hjulet i sitt lopp. Bevistade pommerska kriget 1758–1759.
              4. Adolf Göran född 1738-04-01. Kvartermästare vid blå husarregementet under pommerska kriget. Sedan avsked. Död 1772-06-09 på Säby och begraven s. å. 6/7 i Vings kyrka. Gift 1765-11-12 på Hov med stiftsjungfrun Jeanna Andreetta Göthenstierna, född tvilling och döpt 1738-03-08 Hökerum
                1. Bo till Säby. Född 1766-09-21 på Hov. Volontär vid Jönköpings regemente 1776. Korpral vid Västgöta kavalleriregemente s. å. 17/5. Kornett därst. 1783-12-19. Stabslöjtnant 1789-11-21. Ryttmästare i armén 1794-06-13 och vid regementet 1795-03-07. Stabsryttmästare 1797-04-27. Regementskvartermästare 1798-03-29. 2. Major 1807-07-31 1. major 1808-02-16. Överstelöjtnant 1809-06-11. Avsked 1810-09-26. Död 1820-06-06 i Köpenhamn. (Enl. annan uppgift 16 lär han hemkommit flera år därefter, sedan levat en tid i Karlshamn och därefter utomlands, samt under namnet Hilfwild vistats dels i Danmark och dels i norra Tyskland samt avlidit 1830-06-22 i byn Limmer nära Hannover). 'Han organiserade Västgöta kavallerireg:s vargeringsbataljon samt bevistade fälttågen 1807–1809.'. Gift 1796-09-12 på Herrö (nu Häreholm) i Rennelanda socken, Älvsborgs län med Christina Bonde, född 1768-08-31 på Stora Alviken i Nykils socken, Östergötlands län, död 1824-12-10 på Kölingsholm i Kölingareds socken, Älvsborgs län, dotter av översten Filip Bonde, och Fredrika Eleonora Hierta.
                2. Maria Margareta, född 1767-12-05 på Hov, liksom syskonen, död där 1768-08-11.
                3. Tönnes, född 1769-07-05. Överjägmästares karaktär 1814-05-24. Ogift, mördad natten mellan den 23 och 24 okt. 1830 på sin egendom Hökerum, som han köpt 1800. 'Han levde som en enstöring och lärer hava varit mycket originell, jagade och handlade med egendomar samt samlade en icke obetydlig förmögenhet.'
                4. Christina Eleonora, född tvilling 1771-01-29, död 1773-06-19 på Säby.
                5. Anders Rolof, född tvilling 1771-01-30. Sergeant vid Jönköpings regemente. Död 1779-10-13 på Säby.

            5. Göran, född 1692-06-29 på Säby. Levde 1710-07-19, men död ogift före 1723-10-16.
            6. Marta, född 1694-11-07 på Säby, död 1695-03-01.
            7. Eva, till Ubbarp och Sjöeryd, båda i Öggestorp socken, Jönköpings län. Född 1696-02-09 på Säby, död 1771-01-09 på Ubbarp. Gift enl. k. m:ts tillstånd 1719-10-27, Brunnsnäs

          5. En son, död före fadern.
          6. En dotter, levde vid faderns död.

      5. Marina, död ogift.
      6. Elisabet, död ogift.
      7. Cecilia, död ogift.

    5. Märta Andersdotter, död 1639-03-28 och begraven i Skärvs kyrka Skaraborgs län, där hennes gravsten finnes. Gift med ryttmästaren Sigge Arvidsson (Rosendufva), död 1611.
    6. Kerstin Andersdotter. Gift med Nils Larsson Kafle, död före 1613.
    7. Ingeborg Andersdotter. Gift med häradshövdingen Arvid Haraldsson (Lake), som levde 1585.
    8. Per Andersson, död barnlös.

  4. Ingrid (Ingierd) Bosdotter. Var gift med Arild Pedersen Griis.